# バーデ-ウェッセリンク法
バーデ-ウェッセリンク法（バーデ-ウェッセリンクほう、英: Baade-Wesselink method）は、脈動する恒星の半径を、或いは、その半径と見かけの大きさとから恒星までの距離を幾何学的に求める方法で、ウォルター・バーデが提案し、アドリアン・ウェッセリンクがそれを改訂したので、この名称が付けられている。基本的な距離の導出方法は、恒星の実直径を視直径で割ることである。視直径は元来、光度変化と恒星大気の理論計算によって導いていたが、近年は干渉法を用いて直接測定できるようになっている。

## 背景

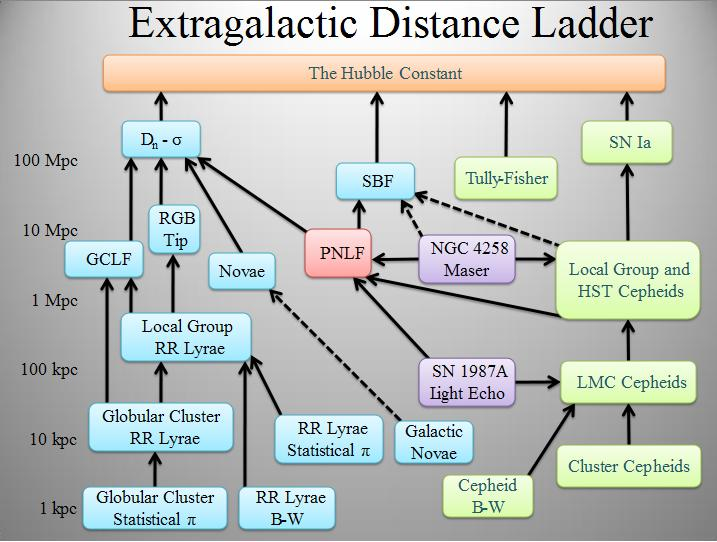
宇宙の距離はしご。最も短い距離尺度に、ケフェイドとこと座RR型星のバーデ-ウェッセリンク法 (B-W) が挙げられている。

1926年、バーデはケフェイド変光星の脈動理論を検証する中で、恒星からの放射を黒体放射と仮定して、明るさ、色、視線速度から半径を計算する方法を提案した。1946年、ウェッセリンクはバーデの方法に、測定した視線速度変化と実際の脈動のずれを補正する因子を織り込むなどの改良を加え、より実用的なものにした。この方法を用いた恒星半径の推定は、ケフェイド変光星の平均半径の決定で一定の成果を挙げ、バーデとウェッセリンクの二人に因んで、「バーデ-ウェッセリンク法」と呼ばれた。1970年代には、バーデ-ウェッセリンク法を、脈動する恒星までの距離の決定に応用する方法が提案された。ケフェイド変光星は、宇宙で距離を測定する際に用いられる標準光源の一つで、その距離を独立に求められることはとても重要なので、バーデ-ウェッセリンク法は距離を求める手段としても重宝された。
バーデ-ウェッセリンク法は当初、ケフェイド以外の脈動変光星、例えばこと座RR型星では、うまくいかなかった。しかし、恒星大気理論の発展や観測技術の向上によって後には可能となり、一般化されたバーデ-ウェッセリンク法が、こと座RR型星、たて座δ型星、ほうおう座SX型星などに適用され、更には非動径振動する恒星や、超新星への拡張も試みられている。
20世紀の終わり頃から、干渉法を用いた観測技術の進歩により、それまで理論大気計算によって推定していた恒星の見かけの大きさ及びその変化を、直接測定することができるようになった。これによって、従来は仮定によらざるを得なかった部分を、観測的に決定できるようになった。この手法は、幾何学的バーデ-ウェッセリンク法とも呼ばれる。

## 定式化

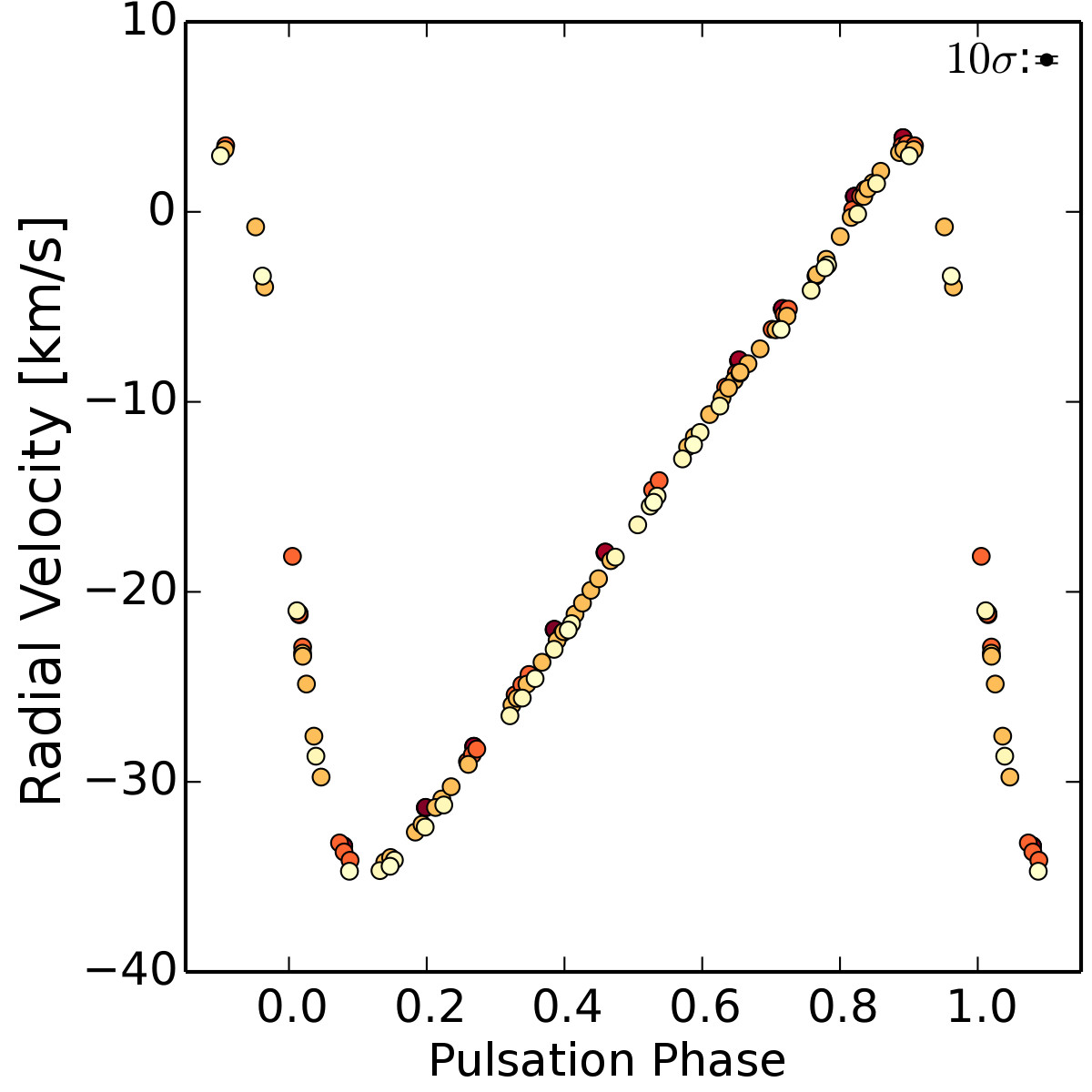
ケフェイドの代表星ケフェウス座δ星の視線速度曲線。バーデ-ウェッセリンク法の基本的な観測量の一つ。

星の半径、視直径、距離の幾何学的関係

バーデ-ウェッセリンク法の基本式は、時間{\displaystyle t}における星の半径{\displaystyle R(t)}と星の表面の運動速度{\displaystyle v(t)}から、星の半径の変化量{\displaystyle \Delta R}を求める方程式で、
{\displaystyle \Delta R=R(t)-R(t_{0})=\int _{t_{0}}^{t}v(t)dt}
となる。速度は、分光観測によって測定する。
バーデ-ウェッセリンク法を用いて距離を導出するには、星の実半径{\displaystyle R}、視直径{\displaystyle \theta }、星までの距離{\displaystyle d}の間に成り立つ幾何学的な関係、
{\displaystyle {\frac {R}{d}}=\tan {\frac {\theta }{2}}\approx {\frac {\theta }{2}}}
に基づいて、実半径の変化量{\displaystyle \Delta R}と、視直径の変化量{\displaystyle \Delta \theta }とから、距離{\displaystyle d}を
{\displaystyle d={\frac {2\Delta R}{\Delta \theta }}}
によって計算する。天文学でよく用いられる単位を採用し、距離をパーセク単位、星の半径を太陽半径単位、視直径をミリ秒単位として式を変形すると、
{\displaystyle d{\mbox{ [pc]}}=9.305\cdot {\frac {\Delta R{\mbox{ [R}}_{\odot }{\mbox{]}}}{\Delta \theta {\mbox{ [mas]}}}}}
となる。{\displaystyle \Delta R}は既に求めたので、あとは{\displaystyle \Delta \theta }を測定すれば、距離を求めることができる。
視直径の変化{\displaystyle \Delta \theta }を求めるには、主に二通りの方法がある。一つは、光度曲線から、恒星大気の理論を介して推定する方法。もう一つは、高分解能の干渉計による観測で直接測定する方法である。

### 古典的バーデ-ウェッセリンク法
元来のバーデ-ウェッセリンク法では、視直径の変化を求めるのに、光の波長{\displaystyle \lambda }における星の明るさ{\displaystyle S_{\lambda }}と、有効温度{\displaystyle T_{eff}}の星表面から放射されるフラックス{\displaystyle F_{\lambda }(T_{eff}(t))}の関係、
{\displaystyle S_{\lambda }(t)={\frac {\pi {R(t)^{2}}F_{\lambda }(T_{eff}(t))}{d^{2}}}={\frac {\pi \theta (t)^{2}F_{\lambda }(T_{eff}(t))}{4}}}
によって計算する。多色測光観測によって、{\displaystyle S_{\lambda }(t)}と{\displaystyle F_{\lambda }(T_{eff}(t))}の時間変化を求め、そこから{\displaystyle \Delta \theta }を導く。
晩期型（G、K、M型）巨星の場合、経験則に基づく表面輝度と色指数の相関{\displaystyle S_{V}}がよく用いられ、星固有の等級{\displaystyle V_{0}}と色指数{\displaystyle V-K}からなる
{\displaystyle S_{V}=V_{0}+5\log \theta =2.563+1.493(V-K)_{0}-0.046(V-K)_{0}^{2}}
などの式から、
{\displaystyle \theta =10^{0.2(S_{V}-V_{0})}}
によって視直径を計算する。

### 幾何学的バーデ-ウェッセリンク法
バーデ-ウェッセリンク法は、素直な距離決定方法であるが、視直径の測定を理論模型や経験則に拠るよりも、直接測定できたほうが良い。しかし、恒星の視直径を直接測定するのは容易ではない。
例えばケフェイドは、見かけの明るさが明るいものが多いが、距離は遠い。特殊な性質のポラリスを除いて最も近いケフェイドのケフェウス座δ星であっても、太陽からの距離はおよそ800光年もある。最も大きく見えるケフェイドでも、視直径は3ミリ秒程度で、しかも実際に測定したいのは視直径の「変化」であるので、もう1桁以上小さい。
これを達成する手段として、主なものが長基線の干渉法であり、可視光／近赤外線の干渉計が稼働しはじめた20世紀末以降に、幾何学的バーデ-ウェッセリンク法は本格化した。

### 補正

バーデ-ウェッセリンク法における主な構成要素

星の実半径を決定するにあたり、分光観測によってスペクトル線の視線速度から、星の表面の運動速度を求めるが、星には見かけの大きさがあり、視線方向と運動方向が平行になる星の中心を除いて、運動速度のうち視線方向成分しか反映されない。観測によって得られる視線速度も、運動速度の視線方向成分を星の表面にわたって積分したものになるので、実際の運動速度とずれが生じる。このずれを補正するために投影因子（projection factor、p-factor）が利用される。投影因子{\displaystyle p}は、視線速度{\displaystyle v_{\mbox{rad}}}と星の表面の運動速度{\displaystyle v_{\mbox{puls}}}の間に、
{\displaystyle v_{\mbox{puls}}=p\cdot v_{\mbox{rad}}}
という係数としてはたらくとされる。投影因子は、恒星大気構造の理論において、アーサー・エディントンなどが研究していたもので、バーデの方法には、その改良にあたってウェッセリンクが導入した。
投影因子{\displaystyle p}を導入して、バーデ-ウェッセリンク法の基本式を書き換えると、星そのものの空間運動による視線速度を{\displaystyle \gamma }として、
{\displaystyle \Delta R=R(t)-R(t_{0})=-p\int _{t_{0}}^{t}[v_{\mbox{rad}}(t)-\gamma ]dt}
となる。
投影因子は、バーデ-ウェッセリンク法におけるかぎとなる量で、妥当な投影因子を見積もることで、星までの距離を求めようとしてきた。投影因子の主な要素は、星の中心からのずれと、星の表面輝度であるので、星の表面の法線と視線方向のなす角{\displaystyle \phi }と、V等級での周縁減光度{\displaystyle u_{V}}を用いて、表面輝度{\displaystyle \sigma }を
{\displaystyle \sigma (\phi )=\sigma (0)\cdot (1-u_{V}+u_{V}\cos \phi )}
と定義した場合、幾何学的に見積もった投影因子は
{\displaystyle p={\frac {3}{2}}-{\frac {u_{V}}{6}}}
となって、これが長い間用いられてきた。しかし、投影因子の推定方法によっては、もっと低い値が求まる場合もあり、{\displaystyle p}の最適な値については、議論が続いている。

## 派生
系外銀河の距離を、超新星を利用して測定することを検討していたカーシュナーらは、バーデ-ウェッセリンク法を応用して、超新星までの距離を推定する方法を提案した。この手法は、膨張光球法（Expanding Photosphere Method、EPM）と呼ばれ、II型超新星を系外銀河の距離を測る物差しとするために用いられている。
膨張光球法では、以下のことを仮定する。
- 爆発による放出物の運動は、球対称である。
- 爆発による放出物は、均一に膨張する。
- 放出物は光学的に厚く、光学的に不透明な層、つまり「光球」（半径{\displaystyle R_{phot}}）が存在する。放出物の膨張に伴って光球も膨張するが、光球の膨張速度{\displaystyle v_{phot}}は時間と共に減速する。
- 光球からの放射は、黒体放射である。ただし、放出物では吸収だけでなく散乱も起きるので、プランク関数との間にずれが生じる。

その上で光球の半径は、時刻を{\displaystyle t}、光球の膨張が始まった時刻を{\displaystyle t_{0}}、初期半径を{\displaystyle R_{0}}とすると、
{\displaystyle R_{phot}=R_{0}+v_{phot}\cdot (t-t_{0})}
で表され、一方光球の視半径{\displaystyle \theta =R_{phot}/d}は、温度{\displaystyle T}でのプランク関数{\displaystyle B_{\lambda }(T)}、光球のフラックス{\displaystyle F_{\lambda }}、フラックスのプランク関数からのずれを補正する係数{\displaystyle \zeta }を用いて
{\displaystyle \theta ={\frac {1}{\zeta }}{\sqrt {\frac {F_{\lambda }}{\pi B_{\lambda }(T)}}}}
によって求められる。
視半径と光球の膨張速度は、観測によって求めることができる。光球の膨張が始まった時刻を正確に決められないならば、間隔を開けた時刻{\displaystyle t_{1}}（視半径{\displaystyle \theta _{1}}、膨張速度{\displaystyle v_{1}}）と{\displaystyle t_{2}}の（視半径{\displaystyle \theta _{2}}、膨張速度{\displaystyle v_{2}}）観測から、距離を
{\displaystyle d={\frac {v_{2}(t_{2}-t_{1})+R_{0}(1-v_{2}/v_{1})}{\theta _{2}-(v_{2}/v_{1})\theta _{1}}}}
によって求められる。
超新星の場合、遠方の銀河に出現する場合もあるので、赤方偏移{\displaystyle z}が無視できなくなってきた際には、波長を{\displaystyle \lambda '=\lambda /(1+z)}として、視半径は
{\displaystyle \theta ={\frac {1}{\zeta }}{\sqrt {\frac {F_{\lambda }(1+z)}{\pi B_{\lambda '}(T)}}}}
によって求める。